# Caroline Nagtegaal
Caroline Nagtegaal é uma política neerlandesa do Partido Popular para a Liberdade e a Democracia (VVD), e é deputada ao Parlamento Europeu desde 2017.
De 2017 a 2019, Nagtegaal atuou na Comissão de Assuntos Económicos e Monetários. Após as eleições de 2019, ela foi transferida para a Comissão de Transportes e Turismo. Nessa função, ela foi co-autora de uma resolução de 2019 sobre os riscos de segurança cibernética representados pelo comércio com a China.
Além das atribuições da sua comissão, Nagtegaal faz parte das delegações do Parlamento para as relações com a Península Arábica, Mercosul e a Assembleia Parlamentar Euro-Latino-Americana (EuroLat). Ela também é membro do Intergrupo do Parlamento Europeu sobre Mares, Rios, Ilhas e Áreas Costeiras.